# الحركة الكشفية الأندونيسية
الحركة الكشفية الأندونيسية وهو الاسم الرسمي لمنظمة الكشافة الوطنية في إندونيسيا. تأسست الحركة الكشفية في إندونيسيا في جزر الهند الشرقية الهولندية في عام 1912، وأصبحت اندونيسيا عضوا في المنظمة العالمية للحركة الكشفية في عام 1953. اعتبارا من عام 2011 بلغ عدد أعضاء الجمعية 17103793 عضو. مما يجعلها أكبر جمعية كشفية في العالم من حيث عدد الأعضاء. في يوم 14 أغسطس من كل عام تقيم الجمعية احتفال بمناسبة أول مسيرة للحركة الكشفية الإندونيسية في البلاد .